# سيمون جاس
سيمون جاس (بالإنجليزية: Simon Gass)‏ هو دبلوماسي بريطاني، ولد في 2 نوفمبر 1956.